# Діброва Іван Пилипович

Іва́н Пили́пович Дібро́ва (1914—1979) — радянський воєначальник, генерал-майор артилерії (07.05.1960).

## Життєпис
Народився у селі Копані, нині Оріхівського району Запорізької області. У 1932 році закінчив школу ФЗУ, у 1934 році — дворічні учительські курси, у 1935 році — два курси Дніпропетровського університету.
У лавах РСЧА з 1 жовтня 1936 року. Закінчив 1-ше Ленінградське артилерійське училище.
Учасник німецько-радянської війни з вересня 1941 року: командир взводу, командир батареї, начальник штабу 6-го окремого гвардійського мінометного дивізіону, командир 21-го гвардійського мінометного полку, командир 4-го гвардійського мінометного полку. Воював на Західному, Донському, Південно-Західному і 4-му Українському фронтах. Член ВКП(б) з 1942 року.
Після закінчення війни продовжив військову службу: начальник штабу гвардійської мінометної дивізії, помічник начальника Рязанського артилерійського училища зі стройової частини, командир ракетного полку, заступник командира 73-ї інженерної бригади РВГК. З 10 грудня 1956 року — командир 73-ї інженерної бригади РВГК, а після її переформування з 1959 по 1961 роки — командир 44-ї ракетної дивізії.
З 27 липня 1961 по 21 жовтня 1964 року — начальник Саратовського артилерійського технічного училища (з червня 1963 року — Саратовського вищого командно-інженерного училища).
У жовтні 1964 року генерал-майор артилерії І. П. Діброва вийшов у запас. Мешкав у Саратові, де й помер. Похований на Єлшанському кладовищі.

## Нагороди
Нагороджений чотирма орденами Червоного Прапора (15.03.1943, 19.02.1945, 10.06.1945, 30.12.1956), орденами Суворова 3-го ступеня (11.06.1945), Олександра Невського (13.09.1943), Вітчизняної війни 1-го ступеня (21.10.1943), двічі Червоної Зірки (17.12.1941, 19.11.1951) і медалями, у тому числі «За бойові заслуги» (06.11.1945).